# AY Leporis
Désignations
AY Leporis (abrégé en AY Lep et souvent appelée IRAS 05208-2035) est une veille étoile géante en phase post-AGB, située à environ 1 432 pc (∼4 670 al) de la Terre dans la constellation du Lièvre. Elle a été cataloguée pour la première fois par l'astronome allemand Eduard Schönfeld en 1886 dans le Bonner Durchmusterung.

## Variabilité
AY Leporis est une étoile variable semi-régulière de type SRb. Elle varie d'une magnitude apparente de 9,30 à 9,70 avec une période donnée de 58,8 jours. Ainsi même à son maximum, elle est invisible à l'œil nu dans le ciel nocturne. Une étude de février 2007 suggère qu'AY Leporis possède quatre périodes de variabilité de 58,8 ± 0,9 pour la première, 47,6 ± 0,6 pour la deuxième, 117 ± 2,5 pour la troisième et 15,6 ± 0,7 jours pour la quatrième, respectivement.

## Propriétés stellaires
AY Lepris est une géante rouge en fin de vie en phase post-AGB et de type spectral de M0e+F. Sa température de surface est de 4 255 K. Il a aussi été observé que l'étoile est très riche en oxygène en raison de son âge important. Plusieurs études la comparent à l'étoile RV Tauri mais elle n'est pas désignée comme une variable de type RV Tauri. Elle a une teneur en métaux de [Fe/H] = -0,65 et elle présente de faibles raies d'émissions de fer ionisé tels que Fe II. De plus, sa teneur en éléments ionisés est de [Fe II/H] = 0,01, [Ti/H] = -0,02 et [Cr/H] = 0,05. Elle est aussi dotée d'un rayon de 20 R☉.
L'excès d'infrarouge de AY Leporis est typique des variables RV Tauri. En termes d'histoire évolutive, l'aspect le plus significatif de la composition de l'étoile est son abondance en éléments lourds. En particulier, les éléments dominés par une contribution du processus s (par exemple Y, Zr et Ba) sont surabondants. Les éléments dominés par le processus r (par exemple Eu) sont également surabondants, mais ces abondances sont attendues pour une étoile de métallicité [Fe/H] = -0,65. Bien que l'étoile soit une binaire spectroscopique et donc un candidat pour le vannage poussière-gaz, cet effet est absent mais ce n'est pas surprenant étant donné l'enveloppe de l'étoile principale.

## Binaire
Une étude de 2003 suggère qu'AY Leporis possède un compagnon stellaire, qui pourrait à terme devenir une traînarde bleue si elle venait à accréter du matériel issu de l'étoile primaire. Celle-ci orbite AY Leporis avec une période de révolution estimée à 200 jours,. Ce compagnon reste cependant à confirmer.

## Enveloppe et évolution
AY Leporis est entouré d'une disque circumstellaire d'une période de révolution estimée à 236 jours. Il est chauffé par AY Leporis à une température effective de 728 K et il est à l'origine d'un excès d'infrarouge marqué à une longueur d'onde de 10 µm. Il est probablement le signe d'une éjection de masse stellaire par l'étoile. L'étoile est en phase dite de post-AGB, ce qui signifie qu'elle a connu un épisode de "renaissance" entre sa phase de géante asymptotique et sa phase de naine blanche. Cette phase est très brève, durant seulement environ 1 000 ans avant que l'étoile ne se dirige de nouveau vers le stade de naine blanche,.
La température de la poussière de son enveloppe montre qu'elle vient juste de finir sa phase de variable de type Mira et qu'elle est en phase de perte de masse stellaire avec un afflux de 10−6 M☉/an-1. Cette période de perte de masse continuera pendant une période de 103 à 104 ans avec des interruptions avant de devenir une étoile à émission OH/IR avec un taux de perte de masse supérieur à 10−5 M☉/an-1 et de finir sa vie après une période d'environ 1 000 ans.